# Floridsdorfer Bad

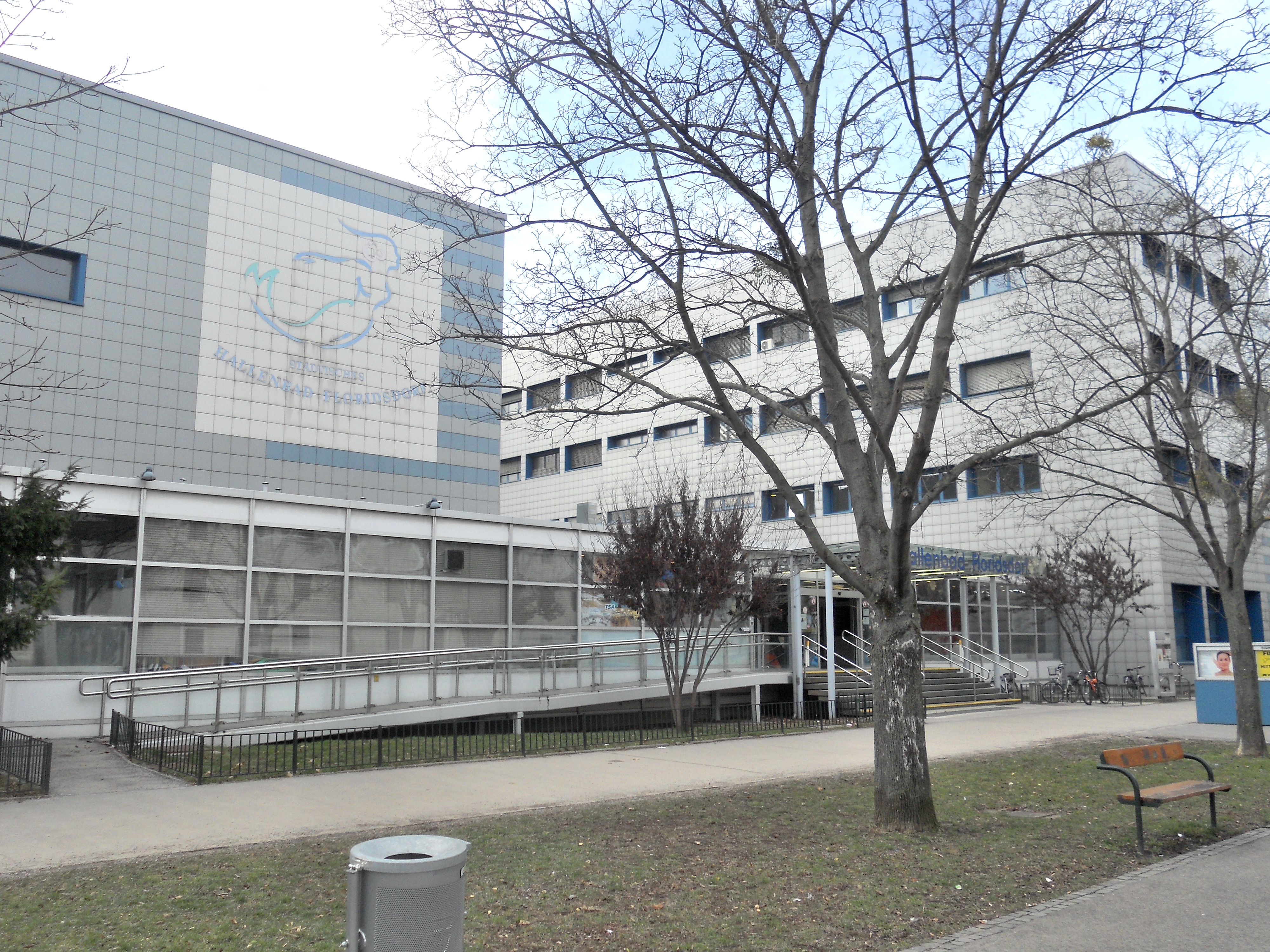
Hauptfront des Hallenbades in der Franklinstraße

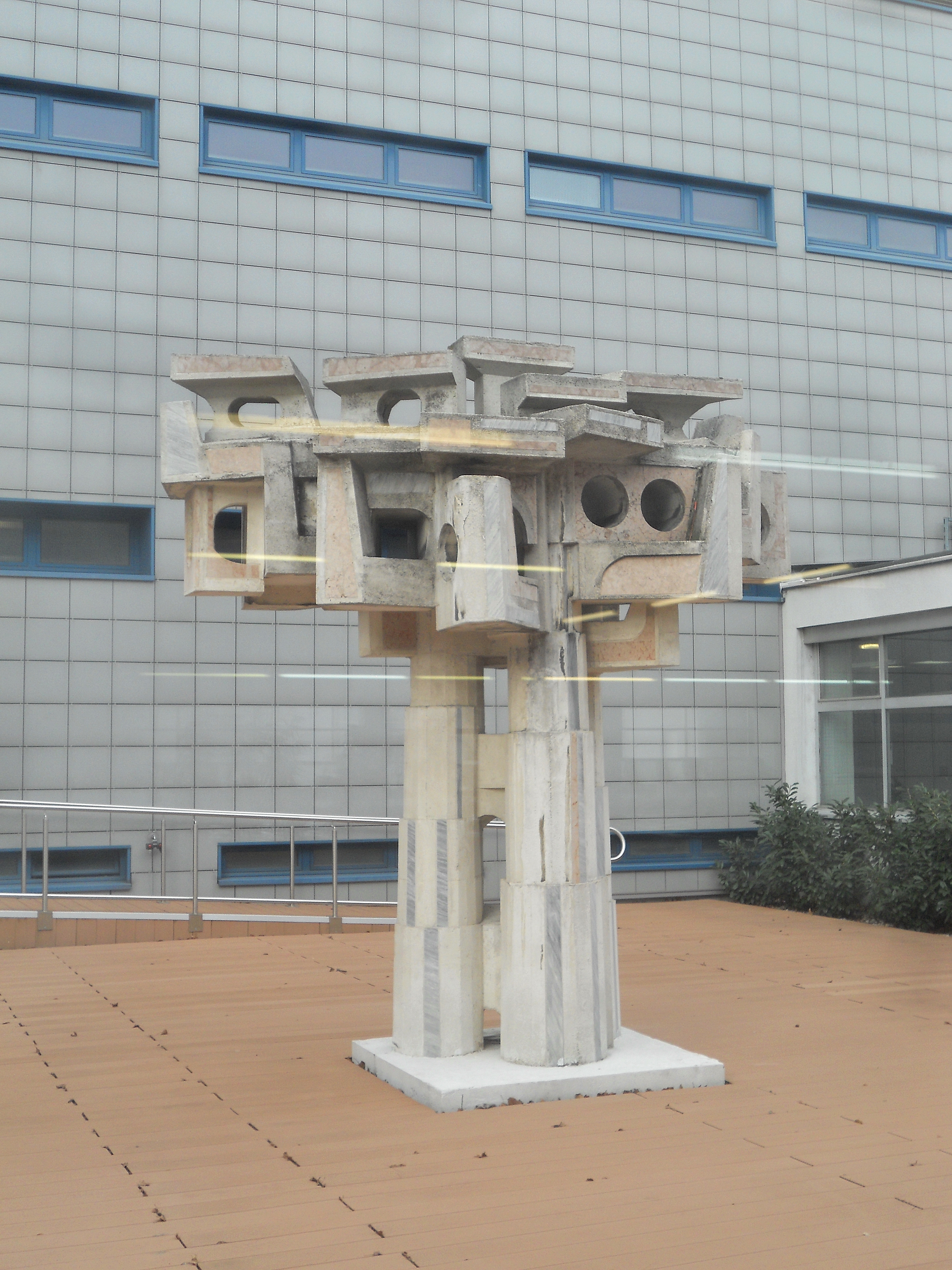
Profanplastik Lebensbaum von Heinz Leinfellner im Innenhof

Das Floridsdorfer Bad befindet sich an der Adresse Franklinstraße 22 im 21. Wiener Bezirk Floridsdorf.

## Geschichte
Das Städtische Hallenbad wurde am 6. Oktober 1967 mit dem Bundespräsidenten Franz Jonas als erster Hallenbadneubau nach dem Zweiten Weltkrieg eröffnet. Jonas hatte zuvor als Bürgermeister den Grundstein für das Hallenbad gelegt. Das Hallenbad wurde vom Architekten Friedrich Florian Grünberger geplant, wobei Grünberger in Folge weitere sieben Bezirkshallenbäder plante.